# Ушаков, Александр Сергеевич
Алекса́ндр Серге́евич Ушако́в (1836, Москва — 22 марта 1902, Москва) — русский экономист и драматург, беллетрист, автор очерков и мемуаров.

## Биография
Родился в 1836 году в небогатой купеческой семье Москвы. Окончил Коммерческое училище (1854), служил в торговых домах.
Около года провел в Лондоне и Париже (1860).
Прекрасный знаток купеческого быта, помещал свои талантливые очерки в «Современнике», «Библиотеке для чтения», «Светоче», «Русском мире», «Зрителе», «Развлечении» и других изданиях. Его статьи по вопросам торговли и промышленности печатались во многих изданиях, петербургских и московских, и касались преимущественно больных сторон купечества, ненормальностей коммерческого образования, курьёзов торговли. Некоторые из них вошли в его сборник «Наше купечество и торговля с серьёзной и карикатурной стороны» (3 выпуска, Москва, 1865—1867), изданный под псевдонимом Русского Купца.
В 1865 году Ушаков открыл в Москве популярный книжный магазин и библиотеку А. М. Дмитриева, купленную им на Волхонке в 1863 году. Библиотеку он открыл для посещения публики. Также одновременно служил помощником городского секретаря в Московской думе.
Умер в Москве 22 марта 1902 года, похоронен рядом с женой Фелицатой Ивановной (ум. 1888) на кладбище Ново-Алексеевского монастыря.

## Труды
Им изданы:
- «О чае и сахаре в русской торговле» (Москва, 1861)
- «Очерк характера Ростовской сборной ярмарки и промышленности Ростовского уезда» (Москва, 1861)
- «Очерки Москвы» (3 выпуска, Москва, 1862—1866; под псевдонимом Николая Сергеевича Скавронского)
- Несколько повестей его и очерков вошли в сборник «Из купеческого быта» (Москва, 1862).

Ему принадлежат также комедии:
- «Комиссионер» (Москва, 1865)
- «Рискнул… да и закаялся!» (Москва, 1866)
- «Искал булавку, а нашел жену» (Москва, 1866)
- «В Москве и в Нижнем» (поставлена в 1867)
- «Война белой и алой розы» (1867)
- «Иродиада. Женщина-вампир» (1867)
- «Чужое горе руками разведу, а к своему ума не приложу» (1882)
- драма «Старообрядка» (1892).

Повести:
- Тарыкины (Современник, 1858, № 12)
- Барин и купец (Светоч, 1860, № 10)
- Коммерческая аристократия (Светоч, 1861, № 8-9)
- Верзилины (Библиотека для чтения, 1862, № 8)

Автор мемуаров.

### Переиздания работ
- Скавронский Н. Очерки Москвы / Предисл. Л. Д. Полиновской; Коммент. Ю. А. Федосюка; Худож. П. С. Сацкий. — М.: Московский рабочий, 1993. — 192, [16] с. — 10 000 экз. — ISBN 5-239-01343-8.